# ヨハン・イグナツ・フォン・デリンガー

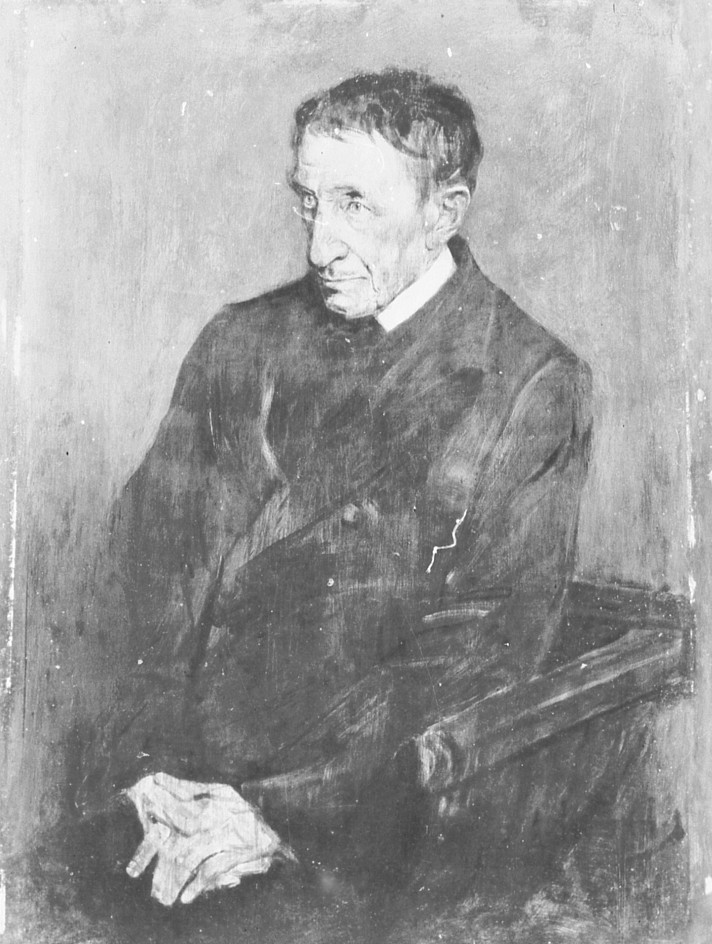
ヨハン・イグナツ・フォン・デリンガー

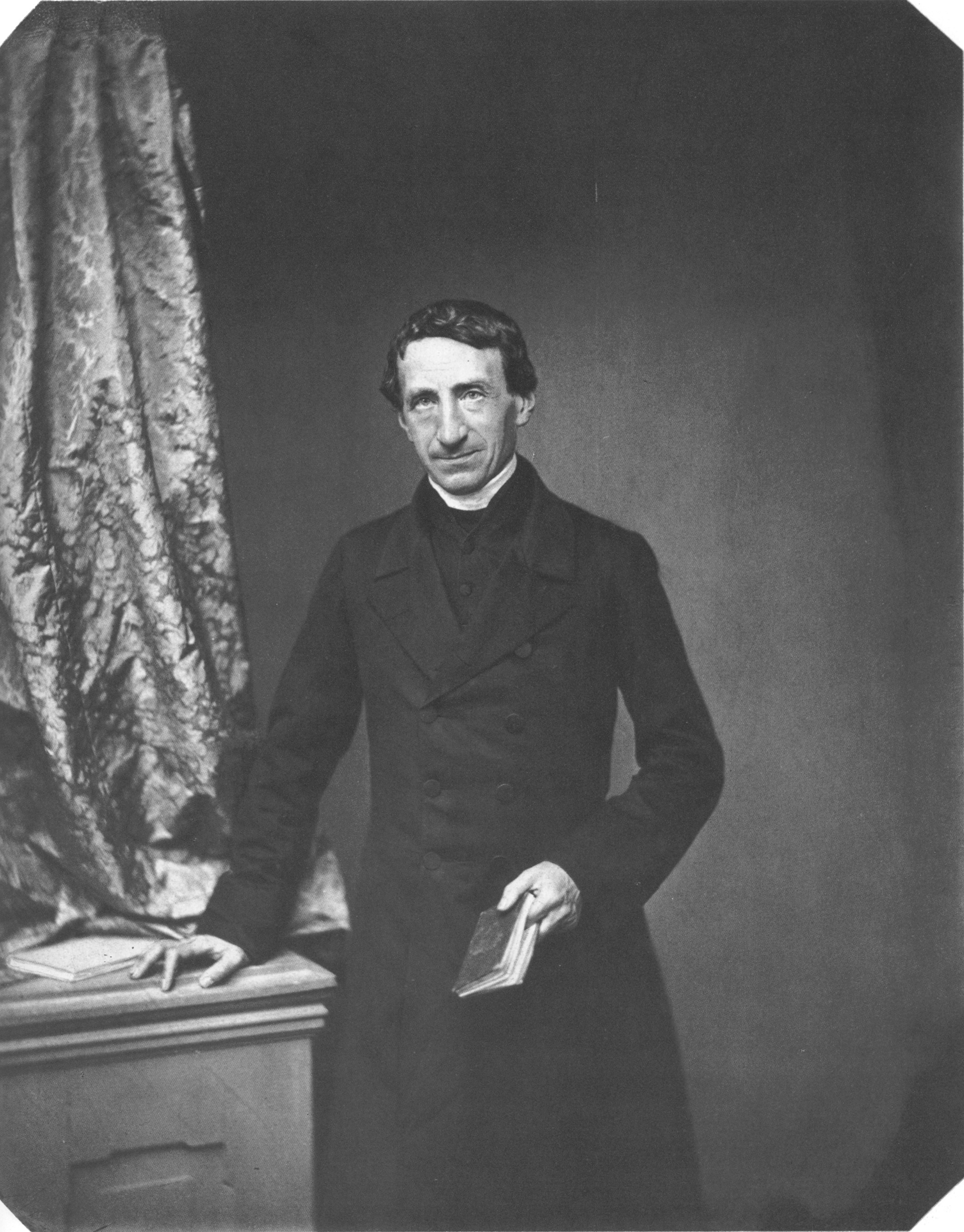
ヨハン・イグナツ・フォン・デリンガー（1860年撮影）

ヨハン・イグナツ・フォン・デリンガー（Johann Joseph Ignaz von Döllinger, 1799年2月28日 - 1890年1月14日）は、教皇無謬説を否定したドイツの神学者、司祭、教会史家。 復古カトリック教会の教理と形成に寄与した。

## 生涯
1822年、カトリック教会の司祭に叙階される。ミュンヘン大学で教会法と教会史の教授を務めた。
当初は、熱烈なウルトラモンタニズム信奉者であったが、諸外国における教会史の新傾向との接触、ジョン・ヘンリー・ニューマン (John Henry Newman) やジョン・アクトンとの交流を通じ、次第に批判的となり、1840年代後半からそうした姿勢が著作などを通じてあらわになる。当初、主張の変化は、国家支配から解放されしかもローマと密接な関係をもつドイツ教会という考えを志向するものであったが、1850年代からはローマに対しても批判的となり、ローマ教皇の俗権を批判したためイエズス会から敵視されるようになった。
1863年のミュンヘン会議で指導的立場にあり、カトリシズムからの解放を主張。1869年から1870年にかけて行われた第1バチカン公会議と教皇不可謬説を激しく批判し、1871年に破門された。
その後、復古カトリック教会の指導者として、また大学の教授として活躍し続ける。1890年1月14日永眠。91歳であった。